# Singh Brothers
I Bollywood Boyz sono un tag team di wrestling, composto dai fratelli Harv e Gurv Sihra. I due hanno lottato in WWE, e prima di ciò hanno combattuto in diverse federazioni indipendenti, tra cui la Global Force Wrestling e la Ring Ka King.
In WWE hanno detenuto nove volte complessive il 24/7 Championship (cinque volte Samir e quattro volte Sunil).

## Storia

### Primi anni (2006–2015)
Tra il 2011 e il 2015 i Bollywood Boyz hanno combattuto nella Extreme Canadian Championship Wrestling, dove hanno vinto per cinque volte l'ECCW Tag Team Championship.
Nel 2011 i Bollywood Boyz hanno combattuto anche in India nella Ring Ka King. Il 19 dicembre 2011 hanno preso parte ad un torneo per decretare gli inaugurali RKK Tag Team Champions sconfiggendo i Mumbai Cats (Leopard e Puma) nei quarti di finale. La notte seguente, però, sono stati eliminati dai RDX (Sir Brutus Magnus e Sonjay Dutt) in semifinale.
Il 22 gennaio 2012 i Bollywood Boyz hanno sconfitto gli RDX (Abyss e Scott Steiner) per diventare RKK Tag Team Champions. Il 3 aprile 2012, però, i due hanno reso vacanti i titoli per la chiusura della federazione.
Il 24 luglio 2015 i Bollywood Boyz hanno fatto il loro debutto nella federazione di Jeff Jarrett, la Global Force Wrestling (GFW), dove hanno partecipato ad un torneo per decretare gli inaugurali GFW Tag Team Champions. Hanno sconfitto gli Akbar's nei quarti di finale del torneo. Il 23 ottobre 2015 i Bollywood Boyz hanno sconfitto i Reno Scum, diventando i primi GFW Tag Team Champions.

### WWE (2016–2021)

#### NXT(2016–2017)
Il 13 giugno 2016 i Bollywood Boyz hanno annunciato di partecipare al torneo organizzato dalla WWE, il Cruiserweight Classic. Il 23 giugno Gurv e Harv Sihra sono stati eliminati nei sedicesimi di finale rispettivamente da Noam Dar e Drew Gulak.
Nonostante la sconfitta nel torneo, i Bollywood Boyz hanno firmato per la WWE, debuttando nei tapings televisivi il 15 settembre, combattendo principalmente nel roster di NXT, territorio di sviluppo della WWE. Qui hanno partecipato alla seconda edizione del torneo Dusty Rhodes Tag Team Classic dove però sono stati eliminati dagli Authors of Pain (Akam e Rezar) negli ottavi di finale. Il 29 novembre Bollywood Boyz hanno anche debuttato a 205 Live, lo show dedicato alla divisione dei pesi leggeri di Raw, sconfiggendo Drew Gulak e Tony Nese. Nella puntata di NXT dell'8 febbraio i Bollywood Boyz sono stati sconfitti da Alexander Wolfe e Killian Dain dei SAnitY. Nella puntata di NXT del 5 aprile i Bollywood Boyz sono stati sconfitti dagli Heavy Machinery (Otis Dozovic e Tucker Knight).

#### Alleanza con Jinder Mahal (2017–2019)
Nella puntata di SmackDown del 18 aprile 2017 Gurv e Harv Sihra hanno esordito da heel nel roster principale aiutando il connazionale Jinder Mahal a vincere il Six-Pack Challenge match per decretare il contendente n°1 al WWE Championship di Randy Orton. In seguito è stato reso noto che Gurv e Harv hanno cambiato nome in Singh Brothers, diventando rispettivamente Sunil Singh e Samir Singh. Nella puntata di SmackDown del 25 aprile i Singh Brothers hanno aiutato Jinder Mahal a rubare letteralmente il WWE Championship da Randy Orton (dopo averlo attaccato). Il 30 aprile, a Payback, Jinder Mahal e i Singh Brothers hanno attaccato nuovamente Randy Orton durante il suo House of Horrors match contro Bray Wyatt, causando la sconfitta di Orton. Il 21 maggio, a Backlash, i Singh Brothers hanno aiutato Jinder Mahal durante il suo match contro Randy Orton, dove il "Maharajah" ha conquistato il WWE Championship per la prima volta in carriera. Dopo aver affiancato costantemente Mahal nelle sue difese titolate contro Randy Orton prima e Shinsuke Nakamura poi, nella puntata di SmackDown del 22 agosto i Singh Brothers hanno fatto il loro debutto sul ring affrontando lo stesso Nakamura in un 2-on-1 Handicap match ma sono stati sconfitti. Nella puntata di SmackDown del 24 ottobre Sunil ha affrontato AJ Styles ma è stato sconfitto in poco tempo. Lo stesso fato è toccato a Samir la settimana seguente. Nella puntata di SmackDown del 28 novembre i Singh Brothers sono stati sconfitti dal WWE Champion AJ Styles in un 2-on-1 Handicap match. Verso la fine di gennaio 2018 Samir ha subito un infortunio al ginocchio che lo costringerà a rimanere fuori dalle scene. Con lo Shake-Up del 16 aprile i Singh Brothers sono stati trasferiti nel roster di Raw assieme a Jinder Mahal.
Il 23 aprile 2019 i Singh Brothers hanno seguito Jinder Mahal durante lo Shake-up, passando tutti e tre a SmackDown.

#### 205 Live(2019–2021)
Una settimana dopo, per effetto dello Shake-up i due sono stati spostati a 205 Live. I due hanno debuttato nello show nella puntata del 30 aprile, dove però sono stati sconfitti dai Lucha House Party (Gran Metalik e Lince Dorado). Nella puntata di 205 Live del 7 maggio i Singh Brothers hanno sconfitto i jobber David Kauffman e Kevin Lee. Nella puntata di 205 Live del 21 maggio i Singh Brothers sono stati sconfitti da Gentleman Jack Gallagher e Humberto Carrillo. Nella puntata di 205 Live del 18 giugno i Singh Brothers hanno sconfitto i Lucha House Party (Gran Metalik e Lince Dorado). Nella puntata di 205 Live del 2 luglio i Singh Brothers sono stati sconfitti dai Lucha House Party (Gran Metalik e Lince Dorado) in un Tornado Tag Team match. Nella puntata di 205 Live del 30 luglio i Singh Brothers sono stati sconfitti da Akira Tozawa e The Brian Kendrick. Nella puntata di Raw del 7 ottobre i Singh Brothers sono stati sconfitti da Aleister Black (appartenente al roster di SmackDown) in un 2-on-1 Handicap match. Nella puntata di Raw del 21 ottobre Sunil ha schienato R-Truth nel backstage conquistando il 24/7 Championship per la prima volta. Il 31 ottobre, a Crown Jewel, Sunil Singh ha partecipato ad una Battle Royal per determinare lo sfidante di AJ Styles per lo United States Championship più avanti nella serata ma è stato eliminato da Cedric Alexander, e subito dopo ha perso il 24/7 Championship venendo schienato da R-Truth. Poco dopo, nel backstage, Samir ha schienato R-Truth conquistando a sua volta il 24/7 Championship per la prima volta. Nella puntata di Raw dell'11 novembre i Singh Brothers hanno affrontato R-Truth in un 2-on-1 Handicap match per il 24/7 Championship di Samir ma il match è terminato in no-contest. Analogamente alla precedente puntata di Raw, nella puntata di 205 Live del 15 novembre i Singh Brothers hanno difeso con successo il 24/7 Championship di Samir in un 2-on-1 Handicap match contro il jobber Tim Gange. Nella puntata di Raw del 18 novembre Samir ha perso il titolo (dopo 18 giorni di regno) contro R-Truth, il quale, travestito da paramedico, lo ha schienato in una saletta nel backstage. Nella puntata di NXT dell'11 dicembre i Singh Brothers sono stati sconfitti dai Breezango (Fandango e Tyler Breeze). Il 26 dicembre, durante un House Show al Madison Square Garden di New York, i Singh Brothers hanno conquistato entrambi il 24/7 Championship per la seconda volta ciascuno, ma poi Sunil ha perso il titolo contro R-Truth (precedente campione). Successivamente, tra il 27 e il 29 dicembre, i Singh Brothers hanno conquistato per un totale di cinque volte (Samir) e quattro volte (Sunil) il 24/7 Championship (conquistato complessivamente dai due nove volte). Nella puntata di 205 Live del 10 gennaio 2020 i Singh Brothers sono stati sconfitti da Isaiah "Swerve" Scott e Lio Rush. Nella puntata di Raw del 13 gennaio i Singh Brothers sono stati sconfitti dai Raw Tag Team Champions, Viking Raiders (Erik e Ivar), in un match non titolato. Nella puntata di 205 Live del 7 febbraio i Singh Brothers hanno sconfitto facilmente i jobbers Devon Dixie e Joe Furrer. Nella puntata di 205 Live del 20 novembre i Bollywood Boyz sono tornati in azione (ripristinando il loro vecchio ringname) sconfiggendo gli Ever-Rise (Chase Parker e Matt Martel). Nella puntata di 205 Live del 4 dicembre i Bollywood Boyz sono stati sconfitti dagli Ever-Rise. Nella puntata di 205 Live dell'11 dicembre i Bollywood Boyz sono stati sconfitti da Ariya Daivari e Tony Nese. Nella puntata di 205 Live del 18 dicembre i Bollywood Boyz sono stati sconfitti nuovamente dagli Ever-Rise in un Tornado Tag Team match. Nella puntata di 205 Live del 1º gennaio 2021 i Bollywood Boyz e Ariya Daivari sono stati sconfitti da Curt Stallion e gli Ever-Rise. Nella puntata di 205 Live dell'8 gennaio i Bollywood Boyz sono stati sconfitti da August Grey e Curt Stallion. Nella puntata di 205 Live del 15 gennaio i Bollywood Boyz sono stati sconfitti dal Legado del Fantasma (Joaquin Wilde e Raul Mendoza) negli ottavi di finale del Dusty Rhodes Tag Team Classic. Il 22 gennaio, a Superstar Spectacle, i Bollywood Boyz e Jinder Mahal vennero sconfitti dal WWE Champion Drew McIntyre e gli Indus Sher (Rinku e Saurav). Nella puntata di 205 Live del 19 febbraio i Bollywood Boyz e gli Ever-Rise vennero sconfitti da Ashante "Thee" Adonis, Curt Stallion, Jake Atlas e Mansoor.
Il 25 giugno i Bollywood Boyz vennero rilasciati dalla WWE.

## Nel wrestling

### Mosse finali in coppia
- Double Superkick

### Wrestler di cui sono stati manager
- Jinder Mahal

### Musiche d'ingresso
- Mundian To Bach Ke di Panjabi MC
- Haishaba di Lekha Rathnakumar e Veilumuth Chitralekha
- Bollywood Breakdown dei CFO$ (NXT/WWE; 29 novembre 2016–5 aprile 2017; 30 aprile 2019–25 giugno 2021)
- Sher (Lion) di Jim Johnston (WWE; 18 aprile 2017–30 aprile 2019; usata come manager di Jinder Mahal)

## Titoli e riconoscimenti
- Elite Canadian Championship Wrestling
  - ECCW Tag Team Championship (5)[1]
- Global Force Wrestling
  - GFW Tag Team Championship (1)
  - GFW Tag Team Championship Tournament (2015)
- Pro Wrestling Illustrated
  - 236° tra i 500 migliori wrestler secondo PWI 500 (2017) – Harv
  - 240° tra i 500 migliori wrestler secondo PWI 500 (2017) – Gurv
- Real Canadian Wrestling
  - RCW Tag Team Championship (1)[2]
- Ring Ka King
  - RKK Tag Team Championship (1)[3]
- WWE
  - WWE 24/7 Championship (9) – Samir (5) e Sunil (4)